# Snedronningen (Der var engang...)
 For alternative betydninger, se Snedronningen. (Se også artikler, som begynder med Snedronningen)
Snedronningen  er en tegnefilm i serien Der var engang... (eng. titel The Fairytaler), der blev udsendt i forbindelse med H.C. Andersens 200 års fødselsdag i 2005.
Snedronningen er delt op i to afsnit, første del og anden del.
Danske Stemmer:
Første del
- H.C. Andersen Henrik Koefoed
- Gerda Amalie Dollerup
- Kay Andreas Jessen
- Snedronningen Tammi Øst
- Heks Malene Schwartz
- Tynd svale Peter Kær
- Tyk svale Peter Pallesen
- Kays bedstemor Margrethe Koytu
- Trolddjævelen Dick Kaysø

Anden del
- Krage Flemming Quist Møller
- Fru Krage Kirsten Lehfeldt
- Røverpigen Line Kruse
- Rensdyr Lasse Lunderskov
- Finnekone Vibeke Dueholm
- Prinsesse Mille Lehfeldt
- Prins Laus Høybye

Øvrige stemmer:
- Silas Addington
- Trine Clasen
- John Hahn-Petersen
- Laus Høybye
- Steffen Addington
- Vibeke Dueholm
- Joachim Helvang
- Søren Madsen

- Mette Horn
- Søren Hauch-Fausbøll
- Dick Kaysø
- Andreas Jessen
- Margrethe Koytu
- Kirsten Olesen

Bagom:
- Instruktør: Jørgen Lerdam
- Original musik af: Gregory Magee
- Hovedforfatter: Gareth Williams
- Manuskriptredaktører: Linda O' Sullivan, Cecilie Olrik
- Oversættelse: Jakob Eriksen
- Lydstudie: Nordisk Film Audio
- Stemmeinstruktør: Steffen Addington
- Animation produceret af: A. Film A/S
- Animationsstudie: Wang Film Production

En co-produktion mellem
Egmont Imagination, A. Film & Magma Film
I samarbejde med:
Super RTL & DR TV